# Royal Express
Royal Express is een Nederlands historisch merk van bromfietsen.
Ze werden geproduceerd door Motorrijwielfabriek Royal Express (officieel: Haagse Motorhandel Jan Rijk), Den Haag.
Hier maakte men in de jaren vijftig 49cc-bromfietsen met Gasquy-blokjes.

## Motorhandel
Het bedrijf werd opgericht door motorcoureur en -handelaar Jan H. Rijk (1900 - december 1980). Rijk opende in 1924 zijn eerste auto en motor zaak aan de van Slingelandtstraat in Den Haag. Hij werd dealer van Ariel, Douglas, Gnome et Rhone, Matchless, Saroléa en Motobécane en later van Gillet, Royal Enfield, BSA en NSU en een groot aantal Onder-de-zestigers, zoals Sparta, Favorit, Fama, Eysink, Hercules, Bayliss-Thomas, Batavus, Dürkopp, Wanderer, Union en Kestein. Hij bood echter ook motorfietsen van ACE, Harley-Davidson, Norton, New Imperial, FN, BMW, Indian en Sunbeam aan. Tevens verkocht hij in 1930 een Oost Europeesche auto de Framo Stromer. Na een aantal verhuizingen werd het bedrijf na de Tweede Wereldoorlog aan de Van der Duynstraat gevestigd. Toen werd Rijk dealer van Triumph en Puch-motorfietsen en bromfietsen van Avada, Berini, Cyclemaster, Cymota, Flink, HMW, Mosquito, Simplex en Victoria.

## Sportcarrière
In 1922 deed Jan mee aan zijn eerste motorrace op Scheveningen met een Indian motor. In 1924 ging Jan Rijk deelnemen aan grasbaanraces. Vanaf de start in 1925 van de TT in Assen was hij er al bij. En in 1931 werd hij met een AJS S10 Nederlands kampioen in de 500c-wegraceklasse.

## Rijkmobil
In 1937 presenteerde de Jan Rijk een scooter die was voorzien van een 60cc-ILO-blokje. Volgens hem was het machientje geschikt voor “Geestelijken, verpleegsters, gebrekkigen en oudere dames en heeren”. De Rijkmobil moest echter wel aangelopen worden en haalde de serieproductie niet.
Op de Motor RAI in 1938 stond de nieuwe uitvoering van de Rijkmobil, thans genaamd “Nationaal Skoot”. Het model en de uitvoering zijn nog veel verbeterd, terwijl thans een hand-starter en versnellingen zijn aangebracht.

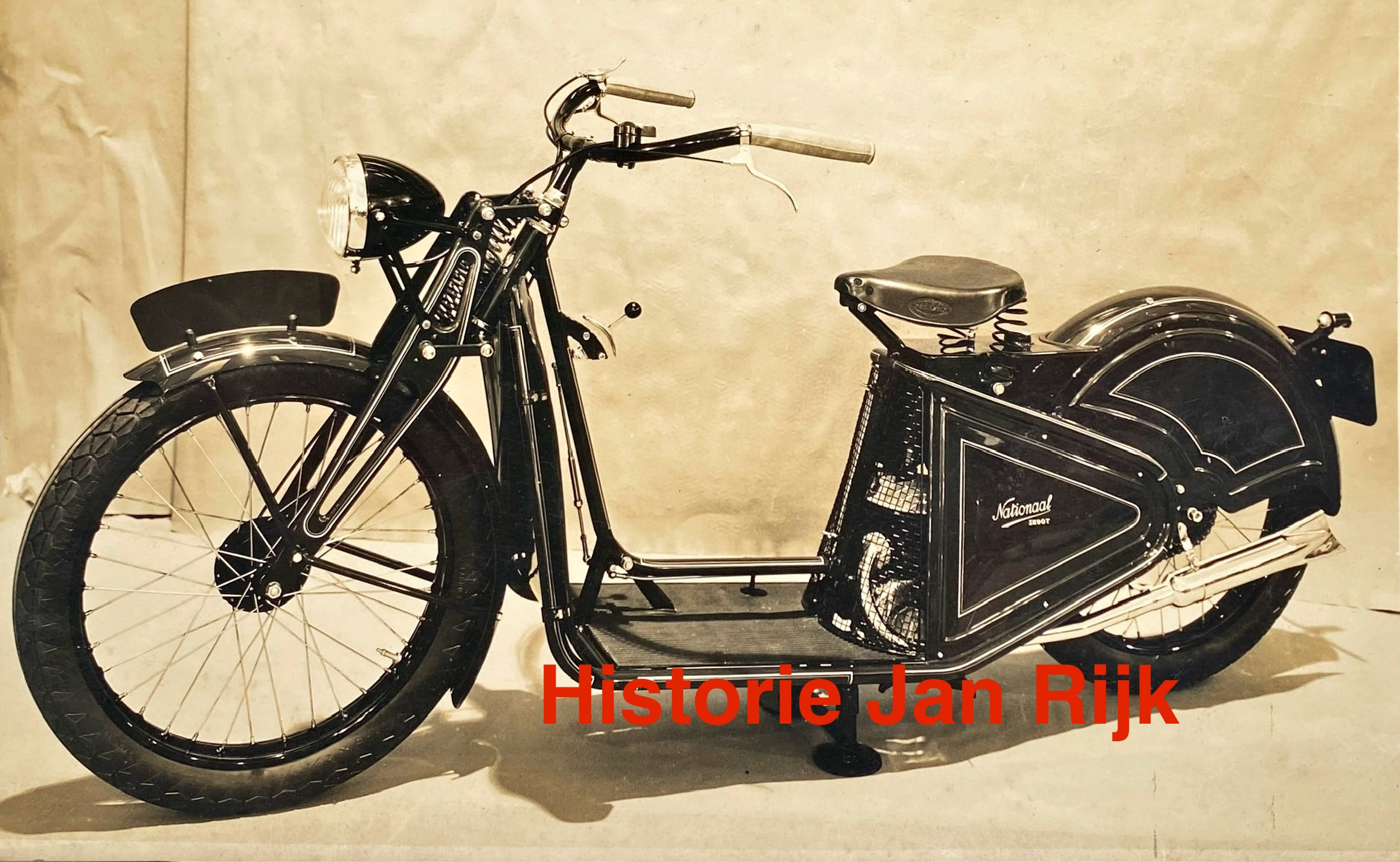

## JaRij-invalidenauto
In 1948 begon Jan Rijk met de productie van de JaRij-invalidenauto's met handgas en rem op het stuur. Hij begon hier aan omdat hij zelf een motor ongeluk had gehad waarbij hij zijn been gebroken had. Hij moest zo lang revalideren dat hij op zoek ging naar een manier om toch mobiel te zijn. In de jaren zestig maakte hij ook invalidenvoertuigen op basis van Flandria en Avaros-bromfietsen. Hij kreeg voor dat werk een Koninklijke onderscheiding van Prins Bernhard. Dit was het Zilveren stuurwiel.

## Rijk's Rex-bromfiets
In 1951 bouwde Jan Rijk zelf een bromfiets. De machine leek veel op een gewone damesfiets, maar de buis van balhoofd naar zadel maakte een ruime lus naar beneden en was zo dik dat er twee liter mengsmeringbenzine in paste. Vlak achter het balhoofd zat de tankdop. Behalve deze dikke buis had de machine nog extra framebuizen vanaf de onderkant van het balhoofd onder het motorblok door en vervolgens weer omhoog buigend naar het zadel. Zo ontstond een sterk dubbel wiegframe. Het 34cc-tweetaktmotortje kwam van Rex en was achter de trapperas gemonteerd. Het achterwiel werd door een snaar aangedreven. Dat werd gedaan omdat het Rex-blokje oorspronkelijk was bedoeld om boven het voorwiel gemonteerd te worden en dat werd ook met snaaraandrijving gedaan. Van deze fiets zijn er enkele verkocht.

## Royal Express-bromfiets
In 1952 ontwikkelde Jan Rijk een nieuwe bromfietsmodel, met slechts kleine wijzigingen aan het frame ten opzichte van de Rijk's Rex. De eerste prototypen hadden een 50cc-Le Poulain-tweetaktmotor, maar toen de bromfiets in 1953 op de markt kwam zat er een Belgisch Gasquy-blokje in. Feitelijk was dit een in licentie gebouwde Le Poulain die in Nederland verkocht werd door Chris Langmuur in Den Haag. Deze Royal Express kwam wel in productie. De machine had nu een gereedschapstrommel op de plaats waar eerst het Rex-blokje had gezeten, want de Gasquy-motor zat op de plaatst van de trapperas. De machine had 120mm-volle naaf-trommelremmen en kostte in 1953 625 gulden. Dat was vrij duur. Er werd een tijdje niets vernomen van de Royal Express, maar in 1954 met het model voorzien van een echte benzinetank en het was ook goedkoper geworden. Met een prijs van 550 gulden lag het meer in lijn van bijvoorbeeld Union, HMW, Avaros en GMF. Uiteindelijk kwam er geen succes en waarschijnlijk verdween de Royal Express na 1954.